# فورت جسوپ (لوئیزیانا)
فورت جسوپ (به انگلیسی: Fort Jesup) شهری در ایالت لوئیزیانا کشور ایالات متحده آمریکا است که جمعیت آن در سرشماری سال ۲۰۱۰ میلادی، ۵۰۹ نفر بوده‌است.